# Gentiana clusii
Gentiana clusii es una especie de planta herbácea perteneciente a la familia de las gentianáceas.

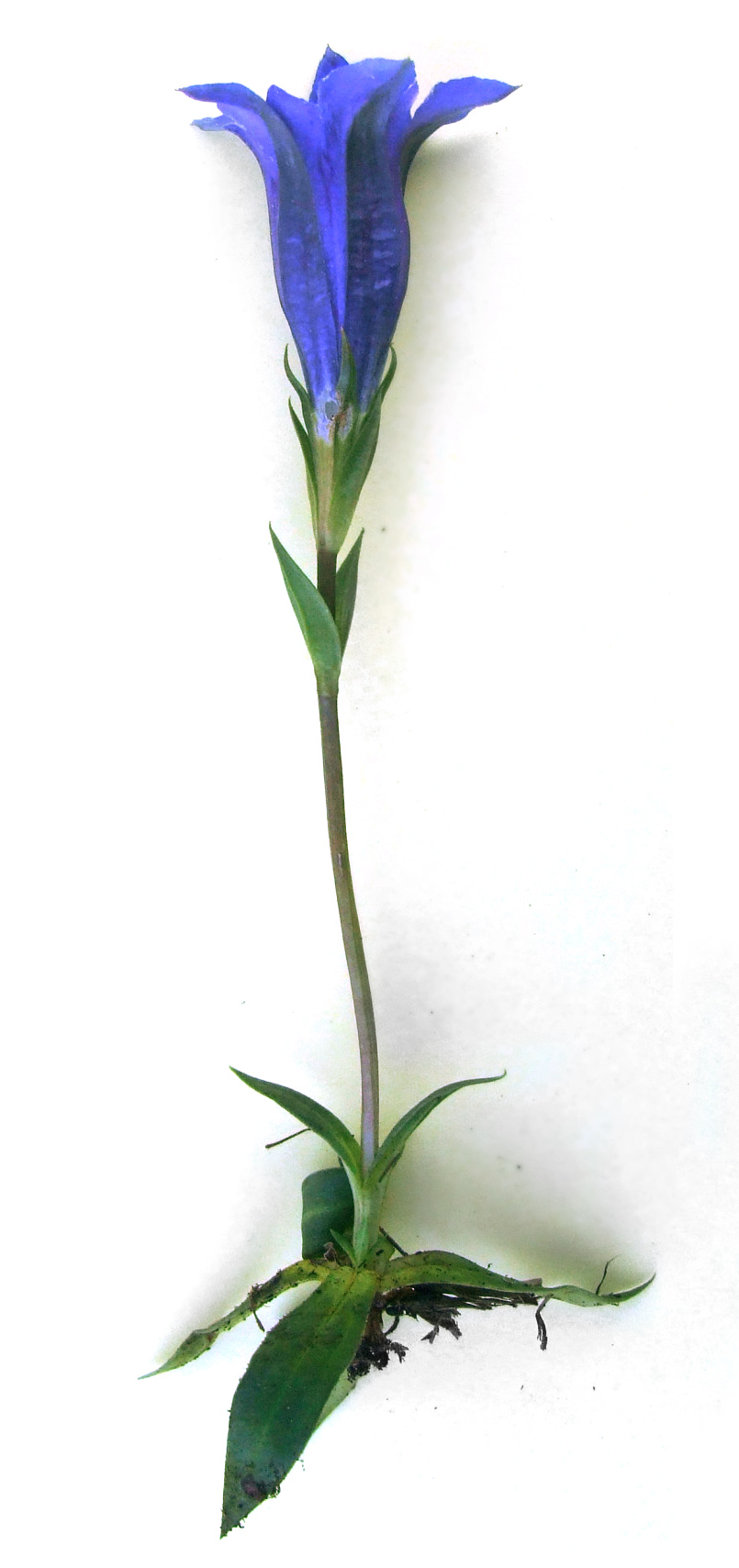
Ilustración

## Descripción
Es una genciana de flores grandes, de tallo corto, que es muy similar a Gentiana acaulis. Las dos especies difieren en la presencia ( G. acaulis ) o ausencia ( G. clusii ) de rayas verdes dentro de la corola, por la forma de las esquinas entre los pétalos (señalados en G. clusii, más redondeado en G. acaulis ), pero sobre todo en su ecología , con G. clusii prefiriendo áreas calizas y G. acaulis se encuentran sobre rocas silíceas.

## Distribución
Al igual que G. acaulis , G. clusii se encuentra en los Pirineos, los Picos de Europa, los Alpes, los Apeninos, el Jura, la Selva Negra y los Cárpatos.

## Taxonomía
Gentiana clusii fue descrita por Perr. & Songeon y publicado en Bulletin de la Societe d'Histoire Naturelle de Savoie 1853: 185. 1854.
Etimología
Gentiana: nombre genérico que según Plinio el Viejo y Dioscórides, su nombre deriva del de Gentio, rey de Iliria en el siglo II a. C., a quien se atribuía el descubrimiento del valor curativo de la Gentiana lutea.
clusii: epíteto otorgado en honor de Charles de l'Écluse (Carolus Clusius), uno de los primeros botánicos en estudiar la flora alpina.
Sinonimia
- Ciminalis clusii (Perr. & Songeon) Holub
- Gentiana acaulis var. angustifolia Griseb.
- Gentiana acaulis subsp. clusii (Perr. & Songeon) Kusn.
- Gentiana acaulis var. firmula Neilr.
- Gentiana clusii subsp. pyrenaica Vivant
- Gentiana coriacea St.-Lag.
- Gentiana firma A.Kern.

subsp. rochelii (A.Kern.) Halda
- Gentiana clusii var. rochelii A.Kern.
- Gentiana rochelii (A.Kern.) Borbás[4]